# Midi 20
Midi 20 (in italiano 'Mezzogiorno e 20') è il primo album pubblicato da Grand Corps Malade, uscito il 27 marzo 2006.
Contiene sedici brani, alcuni cantati a cappella, altri con il sottofondo di un pianoforte che suona una melodia minimalista.
Grand Corps Malade parla, con gli interventi di altri slameurs, dei problemi e degli abitanti della banlieue in cui vive e dei suoi problemi fisici riportandoli, però, come semplici accadimenti di vita.

## Tracce
1. Le Jour Se Lève – 3:05
2. Saint Denis – 3:28
3. Je Dors Sur Mes 2 Oreilles – 2:50
4. Midi 20 – 3:34
5. Ça Peut Chémar – 5:05
6. 6ème Sens – 3:05
7. Je Connaissais Pas Paris Le Matin – 3:32
8. Chercheur De Phases – 4:30
9. Parole Du Bout Du Monde – 5:15
10. Attentat Verbal – 3:16
11. Les Voyages En Train – 2:55
12. J'Ai Oublié – 2:30
13. Vu De Ma Fenêtre – 2:48
14. Rencontres – 4:17
15. Ma Tête, Mon Coeur... – 1:31
16. Toucher L'Instant – 2:51